# Mousqueton
Pour les articles homonymes, voir Mousqueton (homonymie).
Un mousqueton est un connecteur en forme d'anneau métallique possédant un système facilitant son utilisation grâce à un doigt d'ouverture rapide sur ressort et à fermeture automatique.
Le doigt peut être sans verrouillage ou avec une virole vissable manuellement ou automatiquement pour plus de sécurité. Il est conçu pour travailler dans le grand axe mais accepte une charge moindre dans le petit axe. On peut y glisser une corde, un câble, un anneau, ou s'en servir comme point d'attache. Il existe deux grandes familles ; celle pour la protection des personnes contre les chutes et les secours, et celle ne rentrant pas dans cette catégorie, dédiée plutôt au matériel de loisir ou au bricolage.

## Deux familles de mousquetons
Pour la protection contre les chutes, c'est un connecteur faisant partie de la famille des équipements de protection individuelle (EPI) normalisé EN. Selon le type, il est utilisé en particulier dans des activités de sauvetages ou d'activités de verticalités loisirs, sportives ou professionnelles demandant l'utilisation d'un baudrier, tels l'alpinisme, l'escalade, la spéléologie, la via ferrata, le canyoning ou le travail en hauteur pour la protection contre les chutes ou le maintien au poste de travail. Dans le cadre des activités nautiques, on trouve des mousquetons sur les voiles, les drisses ainsi que sur les harnais de sécurité.
L'autre famille de mousquetons qui ne servent pas à la protection individuelle, connecteurs non EPI, ont tout de même la certification CE mais ne peuvent pas être utilisés pour la sécurité des personnes.

## Connecteurs EPI

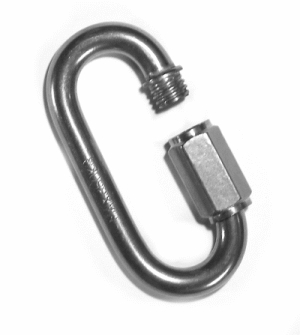
Comme le mousqueton, le maillon rapide peut être un connecteur EPI.

Les connecteurs pour la protection contre les chutes en hauteur regroupent les mousquetons pour la connexion semi-permanente et les maillons rapides pour la connexion permanente. Un maillon rapide est connu pour être un maillon de chaîne comportant une ouverture vissée, mais selon le type de modèle c'est possiblement un connecteur maillon rapide EPI montagne avec la norme EN 12275 de type Q (Quick). Par exemple, en escalade, un maillon rapide connecteur EPI de 8 mm peut servir d'anneau pour fixer la corde de rappel ou de moulinette au relais ou en réchappe. Il peut aussi remplacer le mousqueton de progression mobile sur une dégaine et servir à fixer la dégaine de manière permanente sur l'ancrage. 
Il existe divers types ou catégories de mousquetons utilisés comme équipement de protection individuelle. Ils sont répartis en trois grandes catégories : les mousquetons de progression et les mousquetons de sécurité tous deux dédiés aux sports et activités professionnelles de verticalités. Les mousquetons de pompier, pouvant supporter des charges, pour le sauvetage ou le nautisme ne sont quant à eux pas des EPI.

### Norme européenne EPI
Le mousqueton d'équipement de protection individuelle est un connecteur devant respecter les normes européennes : EN 362 pour le milieu industriel, et EN 12275 et UIAA 121 pour l'escalade et l'alpinisme.

### Mousqueton de progression

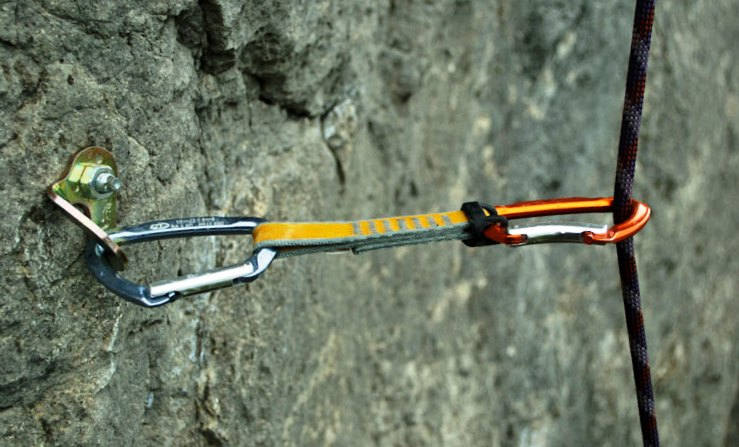
Dégaine constituée de deux mousquetons de progression, reliés ensemble par une sangle.

Le mousqueton de progression dit à doigt simple, droit, courbé, à doigt monofil, ne possède pas de système de verrouillage. L'ouverture facilitée d'une seule main s'effectue en poussant le doigt du mousqueton vers l'intérieur. Il est utilisé pour la progression sur corde dans les activités de verticalité, telle l'escalade en tête, comme connecteur entre la corde et le coinceur, ou avec un connecteur relié à la corde et un autre au point d'ancrage, reliés ensemble par une sangle pour constituer alors une dégaine. Il peut aussi servir pour la connexion d'accessoires ou de petits matériels au baudrier ou aux ancrages.

### Mousqueton de sécurité

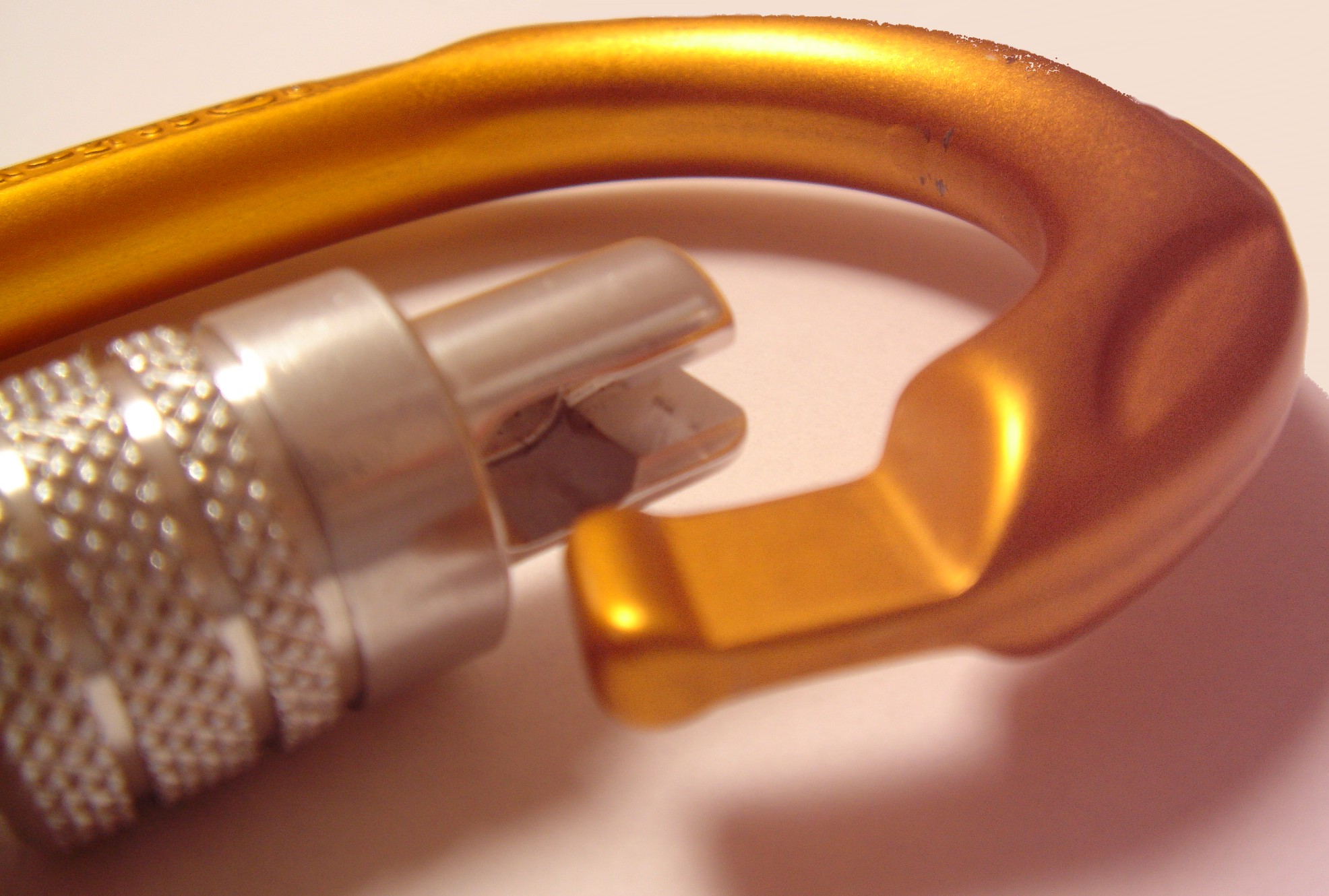
Détails d'un mousqueton de sécurité à vis. La virole maintient l'union du doigt à la tête pour garantir la fermeture et la résistance du mousqueton en charge.

Le mousqueton de sécurité dispose d'un système de verrouillage à vis et automatique à un, deux ou trois effets, pour éviter l'ouverture intempestive du doigt.
Sur le mousqueton de sécurité à vis, la virole de sécurité doit être entièrement dévissée pour déverrouiller et libérer le doigt du nez pour permettre l'ouverture. Pour garantir le verrouillage efficace du doigt au nez, la virole doit être vissée en totalité et ainsi éviter qu'elle ne soit desserrée malencontreusement.
Sur le mousqueton de sécurité automatique pourvu d'une bague de sécurité, celle-ci translate dans le grand axe, le long du doigt ; son utilisation est proscrite en escalade, mais autorisée en via ferrata ou canyoning sur une longe symétrique à deux connecteurs.
Sur le mousqueton de sécurité semi-automatique à deux ou trois effets, c'est une sécurité supplémentaire lorsque le mousqueton est éloigné ou sans la vigilance de l'utilisateur, par exemple sur une longe ou une poulie associée au mousqueton. À deux effets, la bague de sécurité demande une légère rotation d'un quart de tour pour basculer puis être déverrouillée ; c'est une sécurité contre les frottements pouvant créer une ouverture intempestive. À trois effets, comme pour le précédent, il est nécessaire de faire une rotation mais ensuite de lever la bague (ou inversement selon le modèle), puis de basculer le doigt.

## Connecteurs non EPI
Les mousquetons n'étant pas des EPI — c'est-à-dire tous les autres, tels le mousqueton de pompier, de parapente, porte-matériels, pour petit bricolage ou porte-clés — doivent être certifiés marquage CE pour avoir l'autorisation de mise sur le marché. 

### Mousqueton de pompier

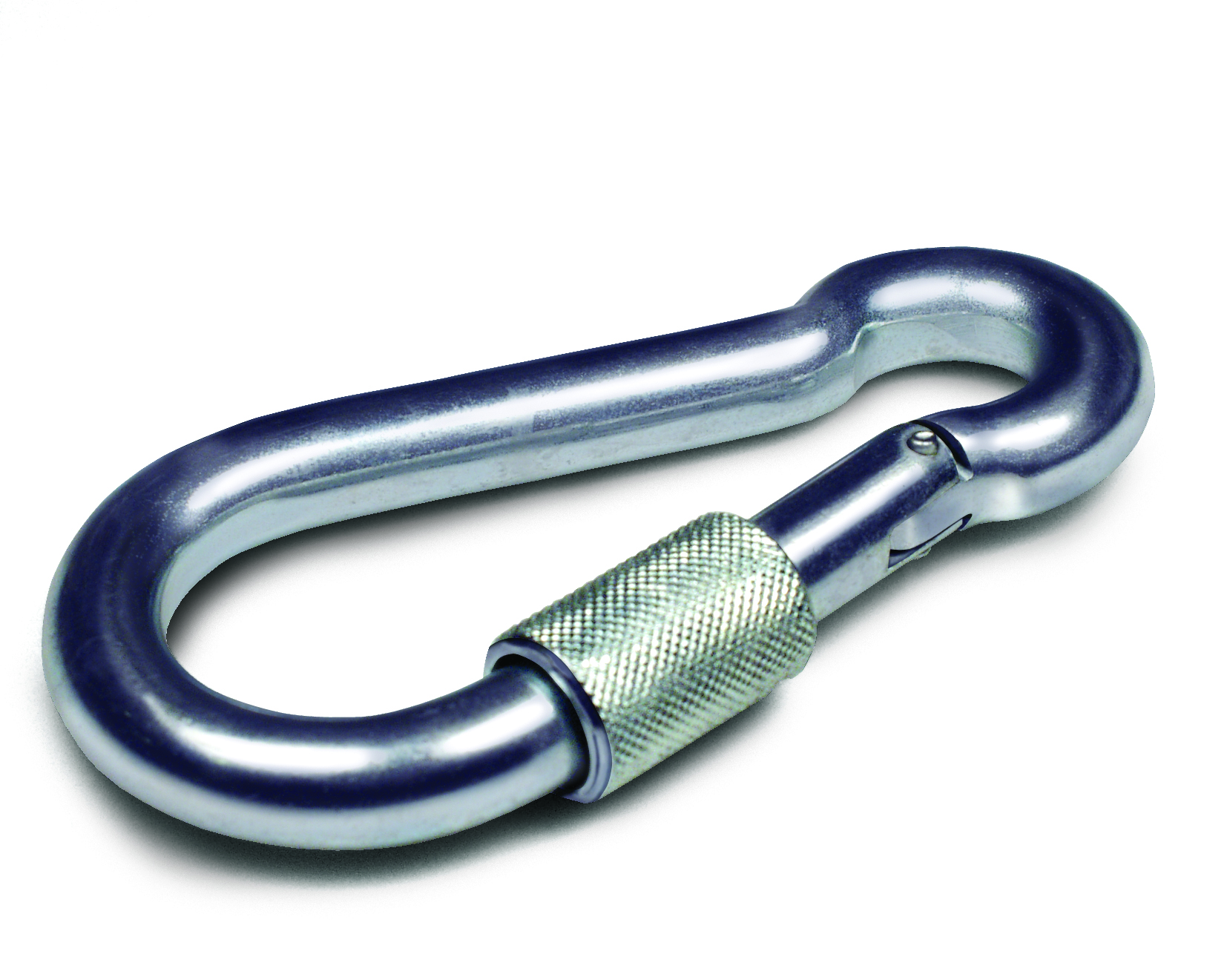
Mousqueton de pompier en acier avec un œil pour maintenir le passage d'une corde.

Le mousqueton de pompier est un connecteur métallique en acier, souvent en inox, utilisé par les pompiers et les secouristes pour diverses applications de sauvetage et de sécurité. Il possède généralement un œil permettant le passage d'une sangle ou d'un cordage, idéal pour des manœuvres rapides ou dangereuses en milieu hostile.

Mousqueton non EPI, pour le bricolage ou usages divers.
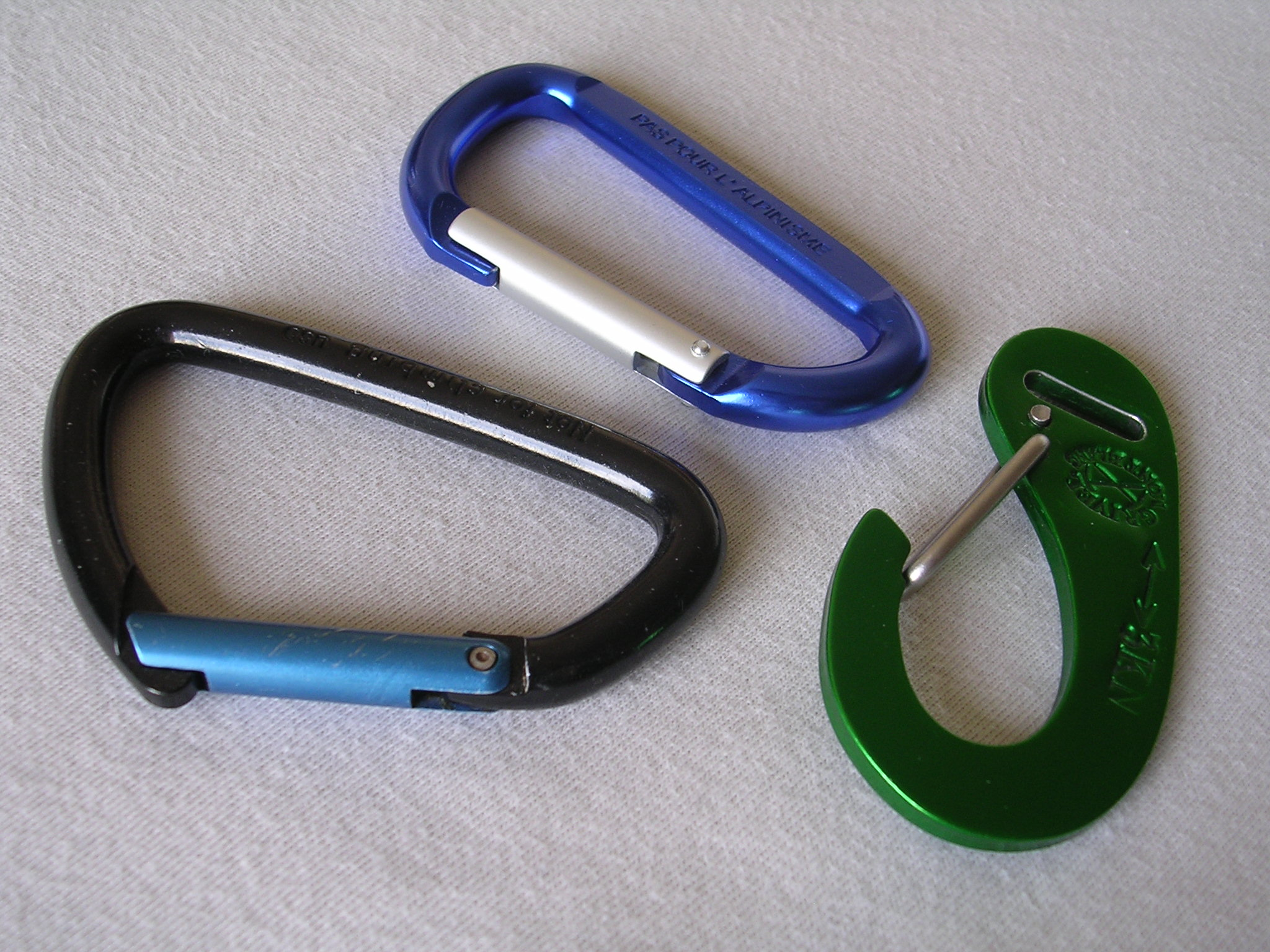
Mousquetons simples pour un usage limité.
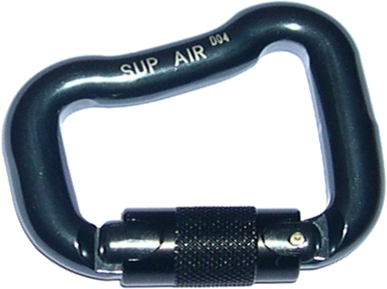
Mousqueton semi-automatique conçu pour le parapente.
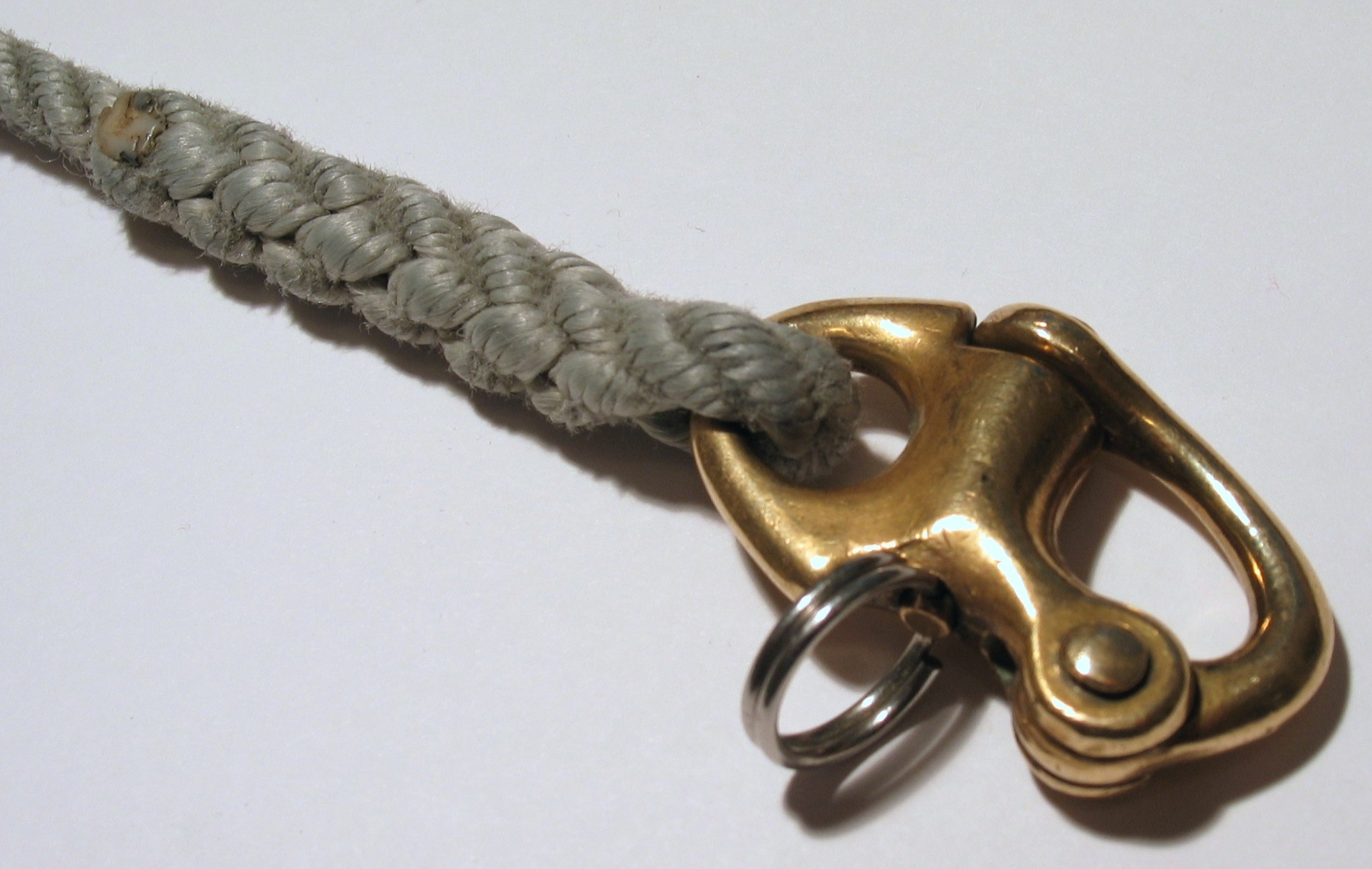
Mousqueton utilisé pour hisser une voile en nautisme.
Utilisation d'un mousqueton.

## Historique
Le mousqueton, en tant que connecteur, est issu par abréviation de porte-mousqueton. Le porte-mousqueton, ancêtre du mousqueton d'aujourd'hui, est historiquement utilisé par les cavaliers au XVIe siècle pour attacher rapidement au baudrier leur arme d'alors, un mousqueton plus maniable et moins lourd que le mousquet. Un tel dispositif est déjà mentionné en 1616 dans Kriegskunst zu Pferdt (Arts de la Guerre à Cheval) de l'écrivain militaire allemand Johann Jakob von Wallhausen. Une première description peut être trouvée dans une édition de 1785 de Oeconomischen Encyclopädie (Encyclopédie Économique) allemande.
Le mythe courant suggérant qu'ils ont été inventés, créés, conçus, fabriqués ou développés par l'alpiniste allemand Otto Herzog n'a aucun fondement factuel,. Cependant, comme beaucoup de grimpeurs avant lui, il les a utilisés pour certaines ascensions difficiles et pour de nouvelles techniques. Cependant, il ne les a pas inventés, ni développé de modèles, et il est né longtemps après que d'autres grimpeurs les utilisaient déjà. Le concept du mousqueton a été amélioré à plusieurs reprises au cours des décennies, le rendant de plus en plus léger, fiable et résistant.

## Caractéristiques

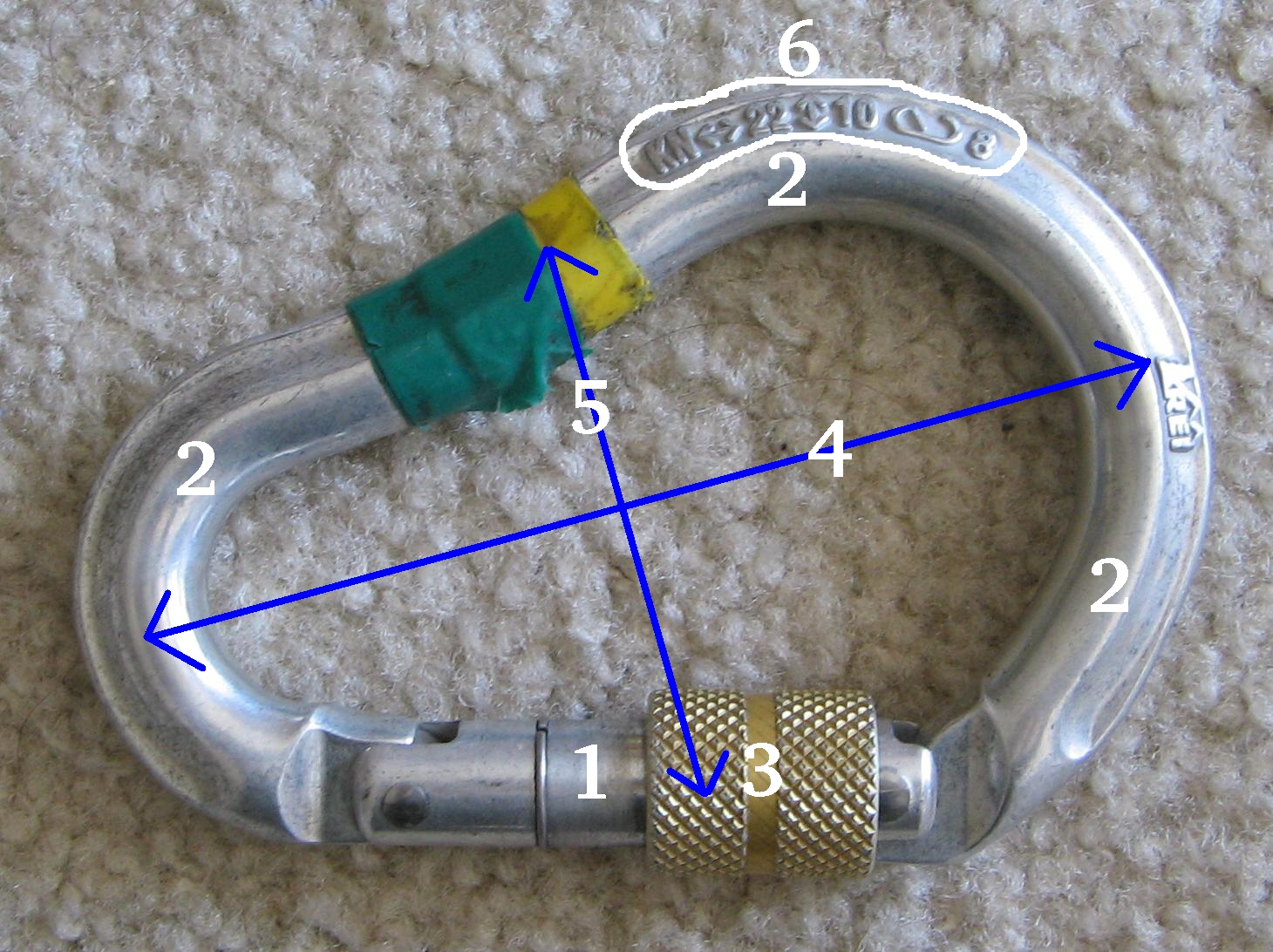
Le mousqueton est un connecteur composé de plusieurs parties :
1-Doigt d'ouverture
2-Corps
3-Bague de verrouillage
4-Grand axe de travail
5-Petit axe de travail
6-Indications sur la résistance selon l'axe

Certains mousquetons sont plus résistants que d'autres et adaptés aux activités sportives où les chutes sont possibles, voire courantes, comme l'escalade.

### Type K

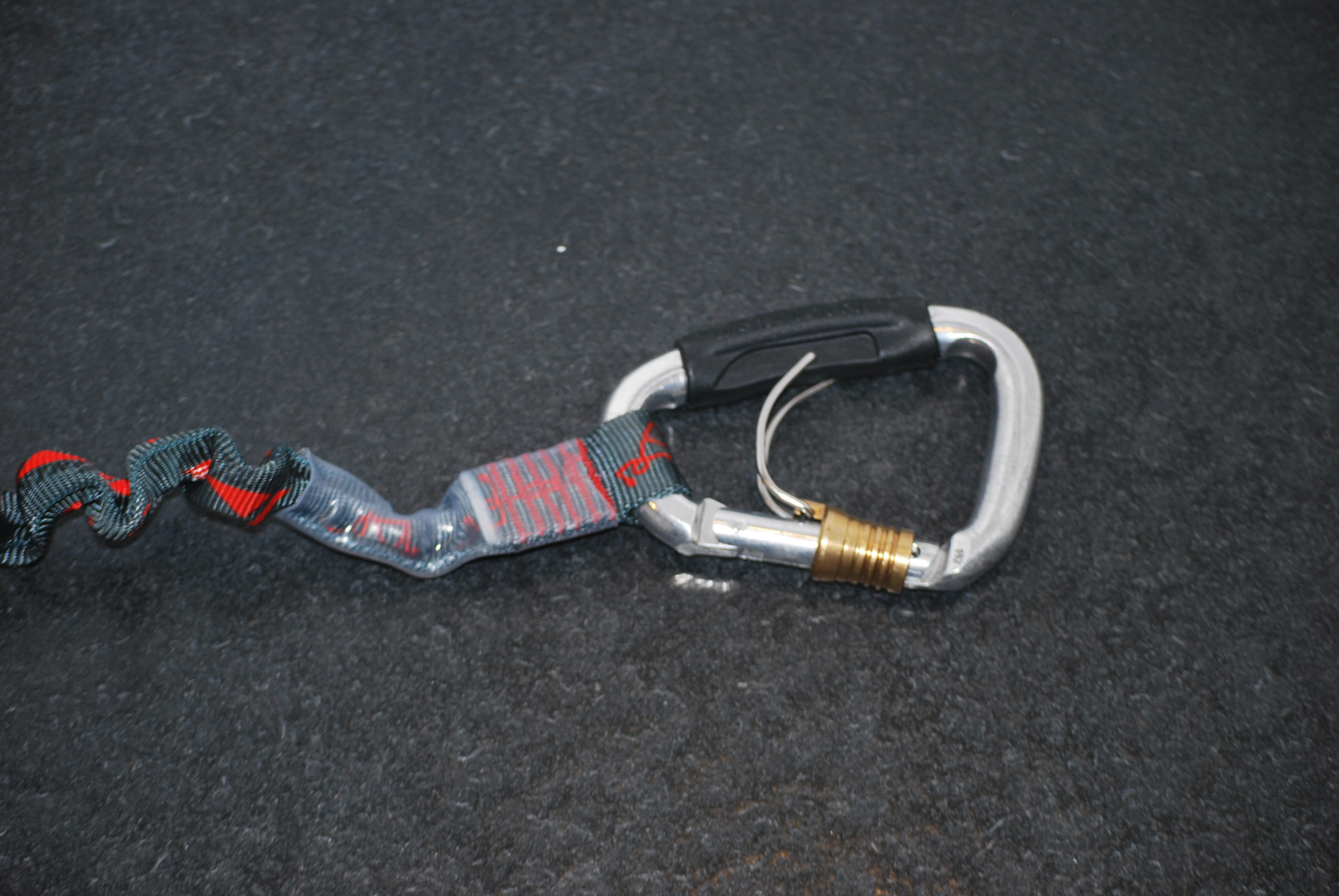
Mousqueton de sécurité de type K, pour le passage des fractionnements en via ferrata.

Le mousqueton à large ouverture à verrouillage automatique est de type K (pour Klettersteig, via ferrata en allemand) : ce mousqueton a une forme particulière lui permettant d'augmenter son espace d'ouverture, ce qui facilite son utilisation dans certaines situations, notamment mousquetonnage sur gros câbles ou barreaux, et verrouillage automatique. Il est parfois muni d'une mécanique de verrouillage par loquet.

### Type B
Le type B regroupe les mousquetons basiques de progression ou de sécurité. Ils sont en forme en D pour positionner la charge dans le grand axe et limiter le basculement de la charge dans le petit axe moins résistant à la rupture et à la déformation. Pour la spéléologie, il peut posséder un ergo de sécurité pour rendre imperdable le descendeur lors du transfert de matériel au baudrier. Pour les mousquetons de progression, le doigt, pour des raisons de praticité et de poids, peut avoir un doigt traditionnel plein, un doigt-fil classique ou un doigt mono-fil. Le doigt-fil classique offrent tout autant de résistance que le doit traditionnel mais permettent d'alléger le mousqueton tout en diminuant la probabilité d'ouverture du doigt si la corde passe dans le mauvais sens. Le doigt-monofil, lui, apporte plus d'allègement encore et protège le doigt du frottement sur le rocher.

### Type X
Le mousqueton de type X est un mousqueton d'aide à la progression sur corde. Il est de forme ovale et symétrique, ce qui facilite son utilisation avec le matériel spécifique de descente et de remontée sur corde fixe en spéléologie, ou de hissage de matériels ou de renvoi avec une poulie pour les mouflages en escalade de grande voie.

### Type H

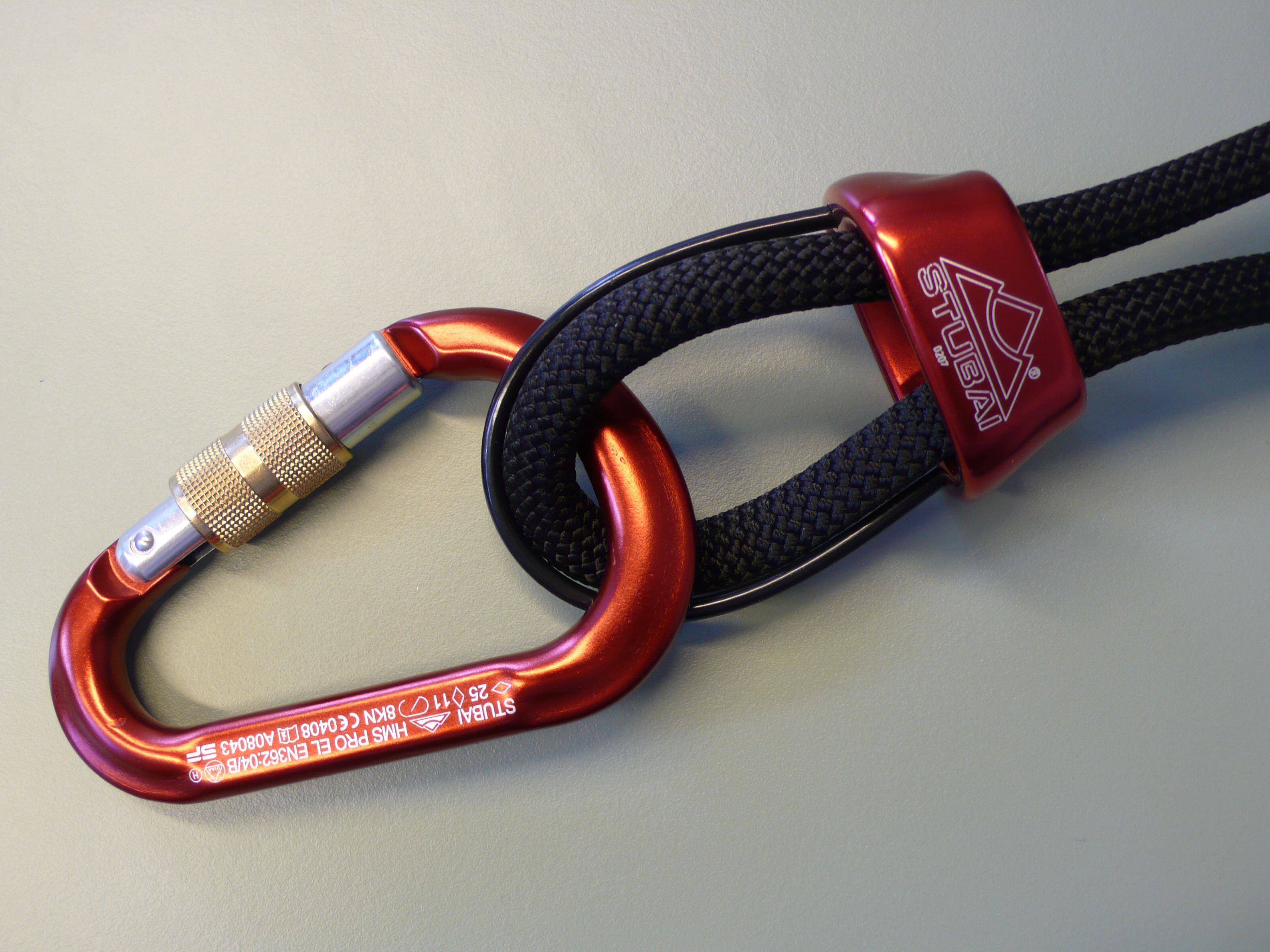
Mousqueton type H ou HMS utilisé avec un tube d'assurage pour cordes à simple.

Le mousqueton type H (pour HMS, acronyme de Halbmaswtwurfsicherung - nœud de demi-cabestan en allemand) est un mousqueton ovoïde en forme de poire, large et plate sur leur partie travail, aux deux bords longs souvent de même longueur sur le grand axe pour centrer la charge et peu anguleux.

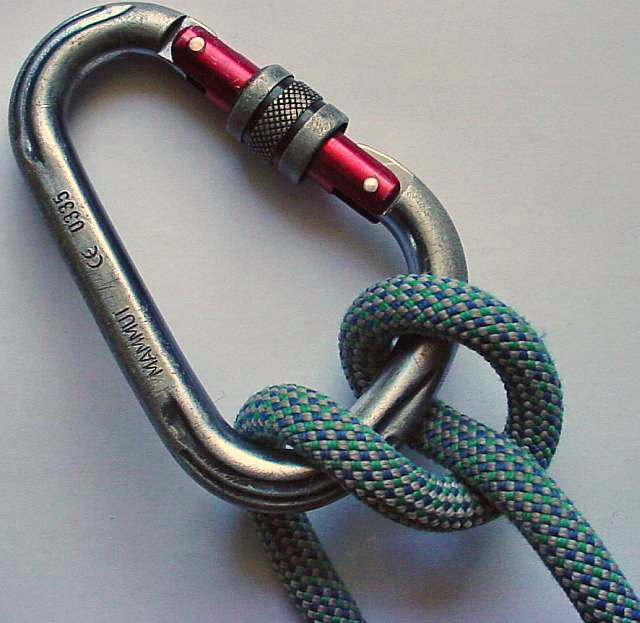
Nœud de demi-cabestan sur un mousqueton type H ou HMS.

Il est adapté à l'utilisation du nœud de demi-cabestan, un nœud historiquement utilisé en alpinisme pour l'assurage en tête et le rappel, prenant de la place sur sa face de travail, en particulier lors du basculement du nœud lors de l'assurage. Depuis l'arrivée des plaquettes puis des tubes, le mousqueton type HMS y est en général associé, en particulier pour les cordes à deux brins. Avec une grande capacité pour la connexion de plusieurs éléments au relais - équipiers de cordée et matériel d'assurage - il est utilisé comme mousqueton de service en grande voie et en alpinisme.
Le mousqueton est un équipement de protection individuelle antichute de catégorie 3 lorsqu'il est utilisé pour protéger contre les chutes en hauteur.

## Résistance

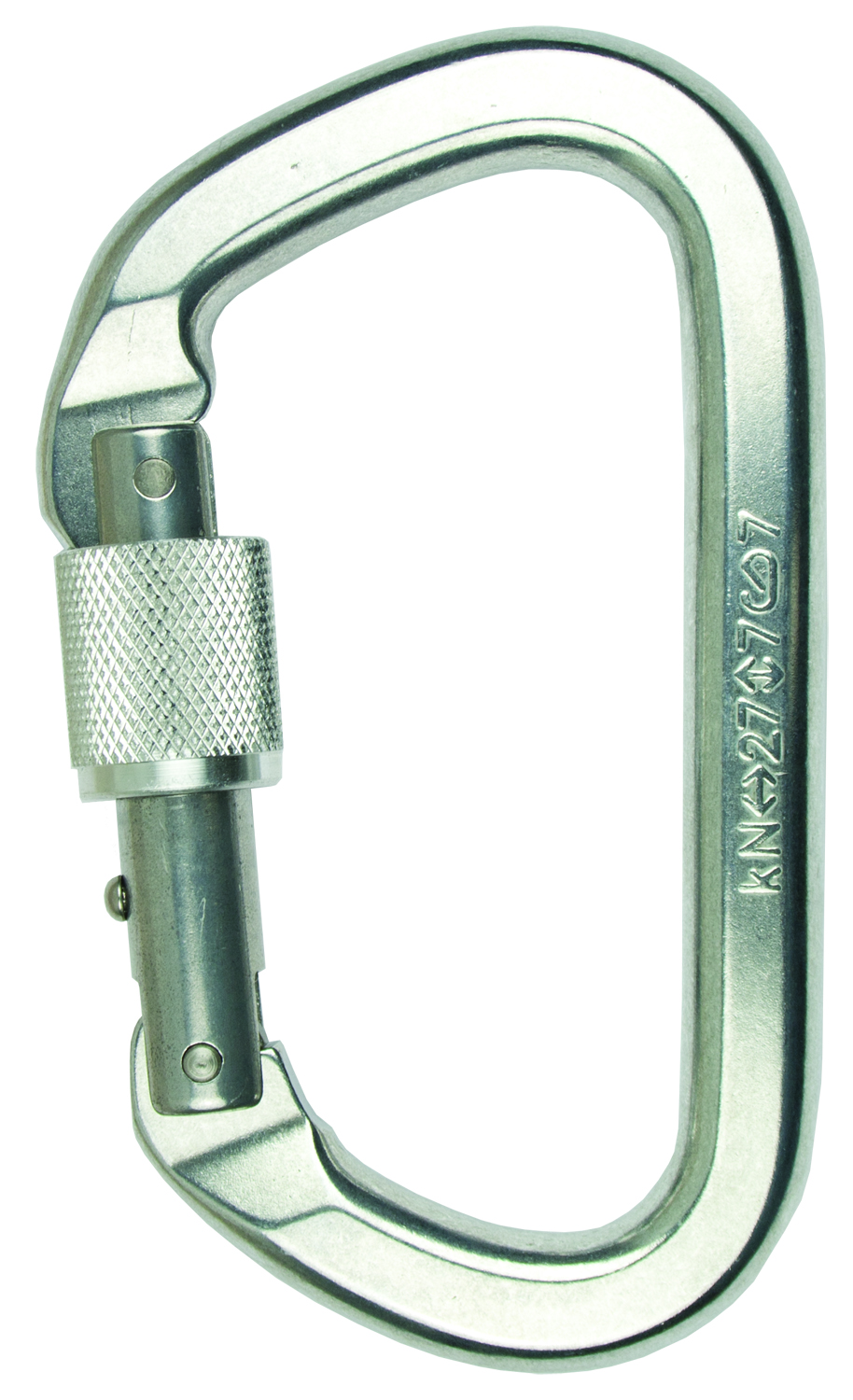
Indication sur la résistance d'un mousqueton à vis donnée en kiloNewton pour le grand axe doigt fermé (27 kN), le petit axe (7 kN) et grand axe doigt ouvert (7 kN).

Un mousqueton offre la résistance maximum lorsque la sollicitation a lieu selon le grand axe et doigt fermé. Tous les axes de travail du mousqueton autres que le grand axe et les mauvais positionnements (travail en porte à faux, charge multidirectionnelle, doigt ouvert...) impliquent une diminution de la résistance.
La résistance des mousquetons est donnée en newton qui est l'unité de la valeur d'une force. Les multiples utilisés pour les mousquetons sont le kilonewton (kN) et le décanewton (daN). Il ne faut pas confondre les indications de résistance d'un mousqueton avec la charge maximale d'utilisation (en anglais SWL) qui concerne le matériel de levage.
Il existe plusieurs normes européennes qui définissent les exigences des mousquetons selon leur usage.
La norme EN 12275 - « Équipement d'alpinisme et d'escalade - Connecteurs », concerne les mousquetons utilisés dans les activités sportives de verticalité telles que l'escalade, la spéléologie, l'alpinisme, la via ferrata, etc. La résistance des mousquetons à la rupture doit être précisée dessus (avec le marquage CE et l'année de fabrication), selon trois valeurs : la résistance dans le grand axe doigt fermé, la résistance dans le grand axe doigt ouvert, et, pour les mousquetons de sécurité, la résistance dans le petit axe.
Selon la norme EN 12275, pour un mousqueton simple, la résistance dans le grand axe doigt fermé est d'environ 2 200 à 2 500 daN, et de 700 à 1 000 daN doigt ouvert, et pour un mousqueton de sécurité, la résistance dans le grand axe doigt fermé est d'environ 2 500 à 3 000 daN, de 700 à 1 000 daN doigt ouvert et de 800 à 1 100 daN dans le petit axe.
La norme EN 362 « Équipement de protection individuelle contre les chutes de hauteur – Connecteurs », concerne les connecteurs utilisés en milieu professionnel, par exemple pour les travaux sur les pylônes, éoliennes et bâtiments, l'élagage, et autres chantiers effectués sur cordes. Cette norme exige que le mousqueton soit capable de résister à une charge de 1 500 daN si le doigt est ouvert et à une charge de 2 000 daN si le doigt est fermé. Ils doivent être à fermeture automatique et à verrouillage automatique ou manuel et ne doivent pouvoir être décrochés que par au moins deux actions manuelles délibérées et consécutives.